# Молдовский сельский округ
Молдо́вский се́льский о́круг —  административно-территориальная единица в Адлерском районе города Сочи (муниципального образования город-курорт Сочи)  Краснодарского края. 
Объединяет сельские населённые пункты района, находящиеся за городской чертой в бассейнах рек Мзымта, Херота и Псахо. 
Административный центр — село Молдовка.

## История
После упразднения Адлерского района Краснодарского края 10 февраля 1961 года, решением КИК от 7 апреля 1961 года Липниковский сельский совет был переименован в Молдовский сельский совет с центром в селе Молдовка и был переподчинён Адлерскому району города Сочи. 
С 7 декабря 1962 года по 26 апреля 1963 года Молдовский сельский совет числился в составе Туапсинского района Краснодарского края. Затем возвращён в подчинение Адлерскому району г. Сочи.
В 1990-е годы Молдовский сельский совет был переименован в Молдовский сельский округ.

## Население
| 2002   | 2010    |
| ------ | ------- |
| 12 133 | ↗14 965 |

Население округа — 11 985 чел. (2008).

## Населённые пункты
В состав сельского округа входят 8 населённых пунктов:
| № | Населённый пункт | Тип нп      | Население (чел.) |
| - | ---------------- | ----------- | ---------------- |
| 1 | Высокое          | село        | ↘3209            |
| 2 | Галицыно         | село        | ↗991             |
| 3 | Казачий Брод     | село        | ↗1351            |
| 4 | Лесное           | село        | ↗423             |
| 5 | Липники          | село        | ↘153             |
| 6 | Молдовка         | село, центр | #Н/Д             |
| 7 | Монастырь        | село        | ↗166             |
| 8 | Орёл-Изумруд     | село        | ↗7874            |

## Администрация
Адрес администрации сельского округа: 354393, г. Сочи, с. Молдовка, ул. Костромская, д. 73
Глава администрации сельского округа:
- Невзоров Борис Михайлович